# Auf Wiedersehen Monty
Auf Wiedersehen Monty is een computerspel dat in 1987 werd ontwikkeld en uitgegeven door Gremlin Graphics Software. Het computerspel is het vierde spel in de Monty-serie die bestond uit Monty is Innocent, Monty on the Run en de succesvolle Wanted: Monty Mole. Het platformspel kwam uit voor verschillende homecomputers.

## Beschrijving
De speler bestuurt Monty die op reis is door Europa om geld te verdienen om zo een Grieks eiland genaamd Montos te kunnen kopen. Onderweg kunnen verschillende voorwerpen opgepakt worden, zoals eurocheques voor geld en vliegtickets.
Auf Wiedersehen Monty bevat veel functies en bijzonderheden die de speler kan ontdekken. Voorbeelden hiervan zijn onder meer het plotseling worden aangevallen door de kop van een stier in Spanje na het verzamelen van een rode cape (vermoedelijk een verwijzing naar het stierenvechten), een auto die op een van de twee plaatsen wordt gedropt bij het betreden van een scherm dat Düsseldorf in West-Duitsland voorstelt, een koksmuts gevonden in Zweden (een verwijzing naar de bekendheid van de Zweedse Chef of Muppets; ook hebben de twee kamers die Zweden vertegenwoordigen de ondertitel Bjorn en Borg), en een plaat in Luxemburg die, wanneer verzameld, Monty laat breakdancen op de titelmuziek van het spel (dit kan een verwijzing zijn naar Radio Luxembourg).
Het is mogelijk om sneller naar delen van het spel te gaan door vanaf een luchthaven te vliegen met behulp van vliegtickets die tijdens het spel kunnen worden verzameld. Sommige delen van het spel zijn alleen op deze manier te bereiken.
Naast geld zijn er nog andere voorwerpen die je in het spel kunt verzamelen voor punten. Dit was belangrijk omdat de speler een bepaald aantal punten nodig heeft om Montos te bereiken. Deze zijn vaak specifiek voor het land dat Monty bezoekt (zoals baretten in Frankrijk). Flessen wijn of een glas bier in West-Duitsland zorgen ervoor dat Monty kortstondig dronken wordt en dat zijn controle enigszins grillig wordt, wat leidt tot een omkering van de controle, herhaaldelijk springen of Monty die ladders of regenpijpen beklimt die hij tegenkomt.

## Game play
De gameplay is gelijk aan andere spellen uit de jaren tachtig: Technician Ted en Jet Set Willy. Het spel bevat 80 schermen. Het perspectief van het spel is in de derde persoon.

## Platforms
| Jaar | Platform                                                         |
| ---- | ---------------------------------------------------------------- |
| 1987 | Amstrad CPC, Commodore 16 Plus/4, Commodore 64, MSX, ZX Spectrum |
| 2011 | iPad, iPhone                                                     |

## Ontvangst
| Beoordeeld door                | Platform     | Datum     | Score |
| ------------------------------ | ------------ | --------- | ----- |
| Computer and Video Games (CVG) | Commodore 64 | mei 1987  | 100%  |
| Your Sinclair                  | ZX Spectrum  | juni 1987 | 90%   |
| Tilt                           | ZX Spectrum  | juli 1987 | 65%   |
| Happy Computer                 | Amstrad CPC  | juli 1987 | 51%   |
| Zzap!                          | Commodore 64 | juni 1987 | 46%   |

## Trivia
- Alle schermen samen vormen de kaart van Europa.
- Het geld dat Monty inzamelt, krijgt het label "EC", de Europese munteenheid, tien jaar voordat de euro werd geïntroduceerd. Maar in die tijd werd er al gesproken over een eenheidsmunt in Europa. Destijds had de munt de voorlopige naam ECU
- De titel van het spel is gebaseerd op de Britse televisieserie Auf Wiedersehen, Pet.
- Het spel kreeg van het tijdschrift Crash magazine de titel beste platformspel van het jaar.
- Door het tijdschrift Your Sinclair werd het spel verkozen tot 57e in de Your Sinclair Readers' Top 100 Games of All Time.

## Vervolg
Moley Christmas werd later dat jaar uitgebracht. Een ander Monty Mole-spel, Impossamole genaamd, werd uitgebracht in 1990. Het nam een andere vorm aan dan de vorige spellen, omdat het meer een arcadespel in consolestijl was.